# Полякова, Татьяна Сергеевна
Татья́на Серге́евна Поляко́ва (родилась 28 декабря 1946, село Чалтырь, Ростовская область) — советский и российский педагог-математик, доктор педагогических наук, профессор кафедры теории и методики математического образования Института математики, механики и компьютерных наук им. И. И. Воровича Южного федерального университета. Специалист в области истории, теории и методики математического образования. Создатель и руководитель научной школы по проблеме истории отечественного математического образования и  историко-профессиональной подготовки учителя математики.

## Биография
Родилась в селе Чалтырь (Ростовской области) в семье Сергея Илларионовича и Фаины Павловны Золотухиных. В 1954 г. поступила в среднюю школу в станице Обливской Ростовской области. С 1959 г. семья поселилась в станице Старочеркасской. Отец стал директором Старочеркасской общеобразовательной школы, мама работала библиотекарем. В 1964 году с серебряной медалью окончила Старочеркасскую среднюю общеобразовательную трудовую политехническую школу с производственным обучением. В 1965 году поступила  в Ростовский-на-Дону педагогический институт на факультет математики, который окончила в 1969 году, получив диплом с отличием. После института работала преподавателем математики и физики в Ростовском техникуме железнодорожного транспорта. В эти же годы была избрана на должность ассистента кафедры геометрии Ростовского пединститута .
В 1973—1976 гг. обучалась в аспирантуре под научным руководством доктора педагогических наук, профессора, академика и вице-президента АПН СССР Ю. К. Бабанского. В ноябре 1977 г. в Киевском университете защитила кандидатскую диссертацию на тему: «Исследование дидактических затруднений учителей и средств их предупреждения в процессе обучения в педвузе». По материалам диссертационного исследования написала монографию «Анализ затруднений в педагогической деятельности начинающих учителей», получившую высокую оценку на V Всесоюзном конкурсе молодых учёных 1979 года, который учреждён АН СССР и АПН СССР. Т. С. Полякова стала лауреатом конкурса. В 1983 г. монография была опубликована в издательстве «Педагогика», а в 1986 г. переиздана в Германии на немецком языке. В этом исследовании не только выявлены и охарактеризованы основные дидактические затруднения студентов и начинающих учителей математики, но и проведена их классификация, предложена апробированная система мер по предупреждению и преодолению затруднений.
С 1970 года работала на кафедре геометрии РГПИ в качестве ассистента, старшего преподавателя (1978), доцента (1984), профессора (2000). За эти годы вела занятия по различным разделам элементарной математики (арифметика, геометрия, тригонометрия) и высшей геометрии (аналитическая, проективная, конструктивная). Читала лекции по научным основам школьного курса математики и методике обучения математике, истории математики, истории математического образования в России,  руководила педагогической практикой будущих учителей математики.
В 1991—2012 гг. заведовала кафедрой геометрии Ростовского государственного педагогического университета. Именно в эти годы сформировалась научная школа, руководителем которой она является. За это время под её научным руководством защитили кандидатские диссертации 11 молодых учёных. В 2001—2007 гг. была Председателем диссертационного совета по специальности 13.00.02 (теория и методика обучения математике и информатике).
С 90-х годов XX века научные интересы Т.С. Поляковой сосредотачиваются в области истории отечественного математического образования. В докторской диссертации «Историко-методическая подготовка учителей математики в педагогическом университете», защищённой в 1998 г. в Российском государственном педагогическом университете (Санкт-Петербург),  инициировала новый вид профессиональной подготовки учителя математики — историко-методическую подготовку. Этот вид подготовки органично входит в сферу профессиональных интересов учителя математики, обеспечивая трансляцию знаний и ценностей, ассоциированных с историей отечественного математического образования и одновременно решая задачи гуманитаризации математического образования, посредством введения его в культурно-исторический контекст.
Показав влияние этой подготовки на формирование математической, педагогической и методической культуры учителя математики, выявила её потенциал в формировании у студентов адекватных аксиологических ориентаций, национальной идентичности, воспитании патриотизма и восстановлении исторической памяти. Содержательным фундаментом историко-методической подготовки стал разработанный Т. С. Поляковой курс истории математического образования в России, который читался ею в Ростовском государственном пединституте с 1991 года, а в настоящее время является неотъемлемой частью программы во многих отечественных вузах, осуществляющих подготовку учителей математики.
В 2002 году в издательстве Московского университета опубликована книга Т. С. Поляковой «История математического образования в России», которая переработана и переиздана в 2021 г. на основе предложенной автором оригинальной периодизации отечественного математического образования. В ней систематически выстроена история отечественного математического образования, проведён анализ места математического образования в структуре исторически сложившейся отечественной образовательной системы, охарактеризованы наиболее популярные учебники математики для средней школы, выявлена роль учёных-математиков и государственных деятелей, заложивших традиции патроната государства и математики как науки над отечественным математическим образованием.
В 2004 году, в качестве члена национального комитета, приняла участие в Х Международном конгрессе по математическому образованию (ICME), проходившем в Дании.

## Семья
Муж  — Николай Алексеевич Поляков, кандидат физико-математических наук, доцент, специалист в области краевых задач теории упругости, более 30 лет заведовал кафедрой алгебры и 20 лет руководил физико-математическим факультетом РГПУ. Дочь — Анна Николаевна Друзь, кандидат физико-математических наук, доцент кафедры теории и методики математического образования ЮФУ, специалист в области механики деформируемого тела.

## Научная и педагогическая деятельность

### Участие в работе диссертационных советов
- Председатель диссертационного совета К.212.206.0 по защите диссертаций на соискание ученой степени кандидата педагогических наук по специальностям 13.00.02 — теория и методика обучения и воспитания (математика, профессиональный уровень)  и 13.00.02 — теория и методика обучения и воспитания (информатика, профессиональный уровень) в Ростовском государственном педагогическом университете Министерства образования Российской Федерации (2001—2007)
- Член диссертационного совета ДМ.212.027.04 по защитам диссертаций на соискание ученой степени доктора педагогических наук по специальности 13.00.02 — теория и методика обучения и воспитания (математика) в Волгоградском государственном педагогическом университете (2012—2020)

### Член редколлегий научных журналов, входящих в перечень ВАК
- Вестник Оренбургского государственного педагогического университета. Электронный научный журнал (г. Оренбург)
- Вектор науки Тольяттинского государственного университета. Серия: Педагогика, психология. (г. Тольятти)
- История науки и техники  (г. Москва)

### Читаемые курсы
Разработаны оригинальные курсы «История отечественного школьного математического образования», «История математики и математического образования в России», «Научные коммуникации в математическом образовании». Кроме того, читает курсы «История математики», «Методика профессионально-ориентированного обучения» и др.

### Научная школа
В начале 2000-х вокруг профессора Т. С.Поляковой сформировалась группа учеников, разрабатывающих различные аспекты профессионально-исторической подготовки учителя математики. Под научным руководством профессора Т. С. Поляковой преимущественно в рамках этой проблематики были защищены, в частности, диссертации на следующие темы:
- Романов Юрий Викторович — «Теория и методика историзации геометрической подготовки учителя математики в педагогическом вузе» (2002)
- Пырков Вячеслав Евгеньевич — «Методическое наследие Д. Д. Мордухай-Болтовского и опыт его использования в современном математическом образовании» (2004)
- Жмурова Ирина Юньевна — «Интеграционные связи дискретной математики как средство повышения эффективности профессиональной подготовки бакалавров физико-математического образования» (2005)
- Михайлова Ирина Алексеевна — «Технология историзации школьного математического образования» (2005)
- Витченко Ольга Викторовна — «Историко-математическая подготовка как средство культурологического личностно-ориентированного образования учителя математики в педагогическом колледже» (2006)
- Белик Елена Викторовна — «Теория и методика реализации общекультурного потенциала математического анализа в процессе подготовки бакалавров физико-математического образования» (2007)

## Почётные звания и награды
- Отличник народного просвещения
- Почётный работник высшего профессионального образования Российской Федерации
- Ветеран труда
- Медаль I степени «За заслуги перед Южным федеральным университетом»

## Публикации
Автор и соавтор более 200 научных и методических работ в области истории, теории и методики математического образования .

### Монографии
- Полякова Т. С. Анализ затpуднений в педагогической деятельности начинающих учителей / Ю.К. Бабанский. — Москва: Педагогика, 1983. — 128 с.
- Poljakowa T. Untersuchungen zur padagogischen Befahigung junger Lehrer (нем.). — Berlin: Volk und Wissen Volkseigener Verlag, 1986. — 154 S.
- Полякова Т. С. История математического образования в России. — Москва: Изд-во Московского ун-та, 2002. — 624 с. — ISBN 5-211-04686-2.
- Полякова Т. С. Леонард Эйлер и математическое образование в России. — Москва: КомКнига, 2007. — 184 с. — ISBN 5-484-00775-5.
- Russian mathematics Education. History and World Significance. – Series on Mathematics Education. Vol. 4 (англ.). — USA: Co. Pte. Ltd. Columbia Uviversity, 2010. — 1-42 p.
- Российское математическое образование / Ред. и сост. А.П. Карп, Б. Вогели. — Москва: МПГУ, 2017. — 10-39 с. — ISBN 978-5-4263-0445-1.
- Полякова Т. С. Леонард Эйлер и математическое образование в России. — Москва: Ленанд, 2020. — 208 с. — ISBN 978-5-9710-7277-5.
- Полякова Т. С. История математического образования в России. Изд. 2-е, перераб. и доп. — Москва: Ленанд, 2021. — 600 с. — ISBN 978-5-9710-8801-1.
- Полякова Т. С. Лобачевский и математическое образование в России. — Казань: КФУ, 2023. — 278 с.

### Учебные пособия
- Полякова Т. С. Методика обучения геометрии в основной школе. — Ростов-на-Дону: РГПУ, 1996. — 96 с.
- Полякова Т. С. Историко-методическая подготовка учителя математики: методический аппарат. — Ростов-на-Дону: РГПУ, 1997. — 64 с.
- Полякова Т. С. История отечественного школьного математического образования. Два века. Кн.1: век восемнадцатый. — Ростов-на-Дону: РГПУ, 1997. — 288 с. — ISBN 5-8480-0141-3.
- Полякова Т. С. История отечественного школьного математического образования. Два века. Кн.2. Век девятнадцатый. Первая половина.. — Ростов-на-Дону: РГПУ, 2001. — 208 с.
- Полякова Т. С. История отечественного школьного математического образования. Два века. Кн.2. Век девятнадцатый. Вторая половина.. — Ростов-на-Дону: РГПУ, 2005. — 203 с.
- Полякова Т. С. История математики: Европа XVII - начало XVIII вв. Краткий очерк.. — Ростов-на-Дону: Изд-во ЮФУ, 2015. — 126 с. — ISBN 978-5-9275-1527-1.
- Полякова Т. С. История математики. Период зарождения. Математика древних цивилизаций. Краткий очерк.. — Ростов-на-Дону: Изд-во ЮФУ, 2017. — 100 с. — ISBN 978-5-9275-2484-6.
- Полякова Т. С. История математики. Период математики постоянных величин. Математика Древней Греции. Краткий очерк.. — Ростов-на-Дону: Изд-во ЮФУ, 2018. — 102 с. — ISBN 978-5-9275-2903-2.
- Полякова Т. С. История математики. Период математики постоянных величин. Математика средневековья и эпохи Возрождения. Краткий очерк. — Ростов-на-Дону: Изд-во ЮФУ, 2021. — 120 с. — ISBN 978-5-9275-2820-2.

### Избранные статьи
- Полякова Т.С., Пырков В.Е. К творческой биографии Д.Д. Мордухай-Болтовского: тема учащейся молодежи в публицистике 1917—1918 гг. и влияние общественных организаций на образование в первые десятилетия советской власти // Вестник Оренбургского государственного педагогического университета. Электронный научный журнал. — 2019. — № 4(32). — С. 299—316.
- Полякова Т.С. Курс истории математического образования в России как фактор формирования общенациональных ценностей // Исследование гуманитарного потенциала математики в формировании базовых национальных ценностей детей и молодежи. — Пермь: ПГПУ, 2018. — С. 44—52.
- Полякова Т.С., Друзь А.Н. Гений Лобачевского "urbit et orbi" // Математика в школе. — 2018. — № 6. — С. 56—68. — ISSN 0130-9358.
- Полякова Т.С. Николай Иванович Лобачевский и математическое образование в России // Н.И. Лобачевский и математическое образование в России. — Казань: КФУ, 2017. — С. 36—40.
- Полякова Т.С., Друзь А.Н. Европейская научно-математическая школа и становление математики в России // Математика в школе. — 2016. — № 6. — С. 50—57. — ISSN 0130-9358.
- Полякова Т.С. Основные этапы периода становления математического образования в эпоху Российской империи // Математика и математическое моделирование: проблемы и перспективы. — Оренбург: ОГПУ, 2015. — С. 198—204.
- Полякова Т.С., Друзь А.Н. Курс отечественной истории математики в контексте её периодизации // Тенденции и перспективы развития математического образования. — Киров: ВГГУ, 2014. — С. 81—89.
- Полякова Т.С. Курс «Научные коммуникации в математическом образовании» как средство прогностической самоидентификации магистрантов // Известия Южного федерального университета. — 2016. — № 11. — С. 28—32. — ISSN 1995-1140.
- Полякова Т.С. Петр I и математическое образование в России // Математика в школе. — 2014. — № 4. — С. 62—71. — ISSN 0130-9358.
- Полякова Т.С. Курс истории математики в педвузе в контексте отечественной культуры (часть 1) // Математика в школе. — 2013. — № 6. — С. 37—41. — ISSN 0130-9358.
- Полякова Т.С. Курс истории математики в педвузе в контексте отечественной культуры (часть 2) // Математика в школе. — 2013. — № 7. — С. 41—44. — ISSN 0130-9358.
- Полякова Т.С. Историко-профессиональная подготовка учителя математики как фактор переидентификации педагогико-математического образования в образование университетского типа // Сибирский педагогический журнал. — 2013. — № 3. — С. 105—1104. — ISSN 1813-4718.
- Полякова Т.С. Университетские курсы историко-профессиональной направленности как фактор объективизации истории России и одно из условий её модернизации // Университеты Юга России: история и современность. — Ростов-на-Дону: Foundation, 2011. — С. 243—248.
- Полякова Т.С., Пырков В.Е. Историко-методологический компонент профессиональной подготовки учителя математики // Всероссийский съезд учителей математики. — Москва: Макс Пресс, 2011. — С. 674—676.
- Полякова Т.С. Инновационный курс "История математики и математического образования в России" в реализации национально-регионального компонента подготовки магистров // Проблемы подготовки будущего учителя к инновационной педагогической деятельности и пути их решения. — Красноярск: КГПУ, 2009. — С. 72—82.
- Полякова Т.С. Двухвековой юбилей высшего математического образования в России // Математика в образовании. — Чебоксары: ЧГУ, 2005. — С. 9-17.
- Polyakova T. 2004 - The year of the bicentenary of the Higher and the Gymnasia mathematical education in Russia (англ.) // ICME-10. National Presentation: Russia. — Denmark: Institute of New Technology, 2004. — P. 111-114.
- Полякова Т.С. Историко-методическая подготовка в структуре личностно ориентированного воспитания учителя математики // Известия Южного отделения Российской Академии Образования. — 2004. — № 6. — С. 221—224.
- Полякова Т.С. Исследования по истории отечественного математического образования в ретроспективе и перспективе // История математики и математического образования как предмет исследования и преподавания. — Ярославль: ЯГПУ, 2003. — С. 162—170.
- Полякова Т.С., Романов Ю.В. Теоретические основы историзации специальной подготовки учителя математики в педвузе // Наука и образование. Известия Южного отделения РАО и РГПУ. — 2003. — № 3. — С. 100—105.
- Полякова Т.С. П.Л. Чебышев как продолжатель отечественных патерналистских традиций математического образования // Математика и механика в современном мире. — Калуга: КГПУ, 2001. — С. 33—44.